# Santuario della Madonna del Carmine (Acquafondata)

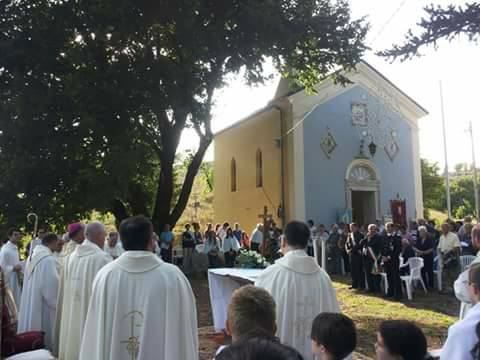
il santuario

Il piccolo santuario della Madonna del Carmine, nella Parrocchia di san Giovanni Battista in Acquafondata, sorge sulla strada provinciale 41, presso il passo delle “Serre”, sulle estreme propaggini dei monti della Meta a quasi 1000 mt. sul livello del mare. 
Circondato da pinete e tigli secolari, dista 1 km dal centro di Acquafondata e meno di 2 km dal confine con il territorio comunale di Vallerotonda. Secondo la tradizione, il santuario è stato eretto sul luogo dell’apparizione della Madonna del Carmine a Nicolina Scarcillo in Simeone, avvenuta il 16 luglio 1841.
Il santuario è un punto di riferimento della devozione mariana, soprattutto nel mese di luglio; il pellegrino è favorito nella preghiera personale e comunitaria in spazi appositamente predisposti, quali il percorso di salita al “Piccolo Monte Carmelo” o il “Sentiero delle XII stelle”.

## Storia[2]

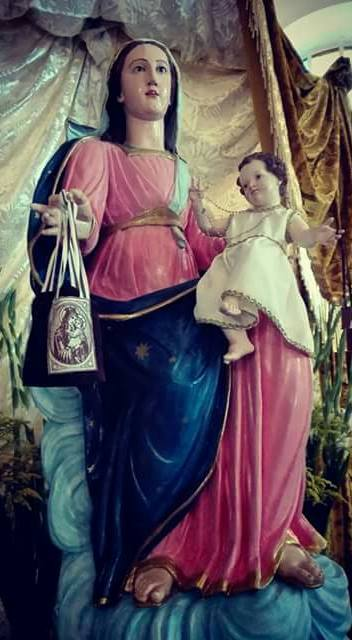
La venerata immagine lignea

La fondazione della prima cappellina dedicata alla Madonna del Carmine in Acquafondata è da far risalire al 1841, come risulta dalla data scolpita nell’architrave della porta di accesso. La piccola costruzione rupestre, fabbricata in pietra locale e pozzolana, presenta una semplice volta a botte, formata da sassi incastrati tra di essi. Questo primo e umile tempietto è oggi inglobato sotto l’altare della nuova chiesa, costruita negli anni 30 del 1900; vi si custodisce la pregevole immagine lignea della Madonna del Carmine risalente alla fine del sec. XIX. La scultura fu trasportata nella chiesa parrocchiale di Filignano dopo qualche anno dalla sua realizzazione, per salvaguardarla dall'incuria in cui versava la chiesa di Acquafondata a causa di infiltrazioni del tetto.
Tra il 1955 e il 1960 si provvede al recupero della struttura, danneggiata dagli eventi bellici della seconda guerra mondiale; la cappellina antica, a differenza della nuova chiesa, non subisce danni.
Il 5 luglio 1964 l’antica statua lascia la parrocchia di Filignano per far ritorno nel suo santuario.
Tra il 1968 e il 1969 vengono realizzati l’acquasantiera e l’altare nella chiesa grande, e l’altorilievo in marmo nella cappellina antica. Sempre nel 1969 viene donata una campana e collocata in una monofora sul tetto, per celebrare il primo lustro dal ritorno della statua. Tutte queste opere vengono concretizzate a spese di famiglie devote e di cittadini residenti negli Stati Uniti.
Nel 2014, in ricordo del cinquantesimo anniversario dal ritorno della statua della Madonna, ha avuto luogo una Peregrinatio Mariae nelle parrocchie limitrofe al santuario, conclusa con la solenne incoronazione della venerata immagine, il 30 luglio del medesimo anno, per le mani dell’Amministratore Apostolico dell’Abbazia territoriale di Montecassino. Il 30 luglio 2015, ad un anno dall'incoronazione, il santuario viene visitato dal primo vescovo della nuova Diocesi di Sora-Cassino-Aquino-Pontecorvo.
Nel 2017 è stato eretto un pregiato altare in pietra locale, sul prato antistante il santuario, per le celebrazioni all’aperto.

### L'apparizione a Nicolina Carcillo
La tradizione orale e alcune testimonianze scritte fanno risalire la fondazione del santuario a seguito dell'apparizione della Madonna del Carmine alla contadina Nicolina Carcillo in Simeone (1783-1862). 

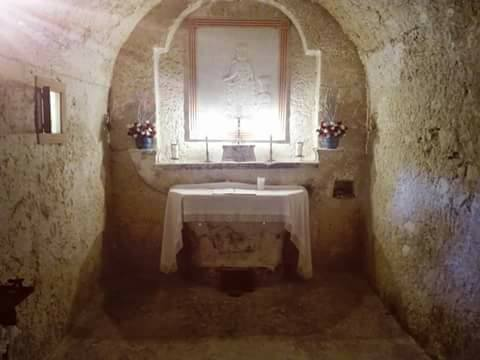
L'antica cappellina dell'apparizione

Il 16 luglio 1841, giorno in cui la Chiesa fa memoria della Beata Vergine del Monte Carmelo, Nicolina e altri contadini di Acquafondata si recano nei campi come in comune giorno lavorativo, ignorando la festa mariana. La Vergine Maria appare alla donna e le chiede di farsi promotrice della costruzione di una cappella che diventi punto di riferimento della devozione del popolo; chiede che da allora in avanti, il giorno del 16 luglio, venga rispettato con la pratica religiosa e con il riposo da ogni attività lavorativa. Nicolina è turbata, soprattutto teme di non riuscire ad essere all'altezza della situazione; infatti suo marito, Benedetto Simeone (1781-1861), è ateo e non crederà mai alle sue parole, tanto meno la aiuterà nella costruzione della cappella. La Madonna prima di scomparire le lascia un segno, capovolge un enorme sasso che servirà a convincere Benedetto e gli altri contadini.
La testimonianza dell'evento è stata tramandata oralmente tra gli abitanti della zona, che contribuirono a costruire la cappellina richiesta sul luogo dell'apparizione, ancora oggi meta di pellegrinaggio e punto di riferimento della devozione mariana. Nel 1962 L'arciprete parroco don Ferdinando De Filippis e il padre Passionista Fortunato Marsegli  provvidero a redigere dei cenni storici sull'apparizione del 1841, sulla base della tradizione orale, aggiungendo notizie di altri miracoli e prodigi che la Vergine Maria avrebbe operato presso il piccolo santuario; le notizie restano tuttavia segni per il credente, interpretabili nel silenzio della fede e della preghiera.

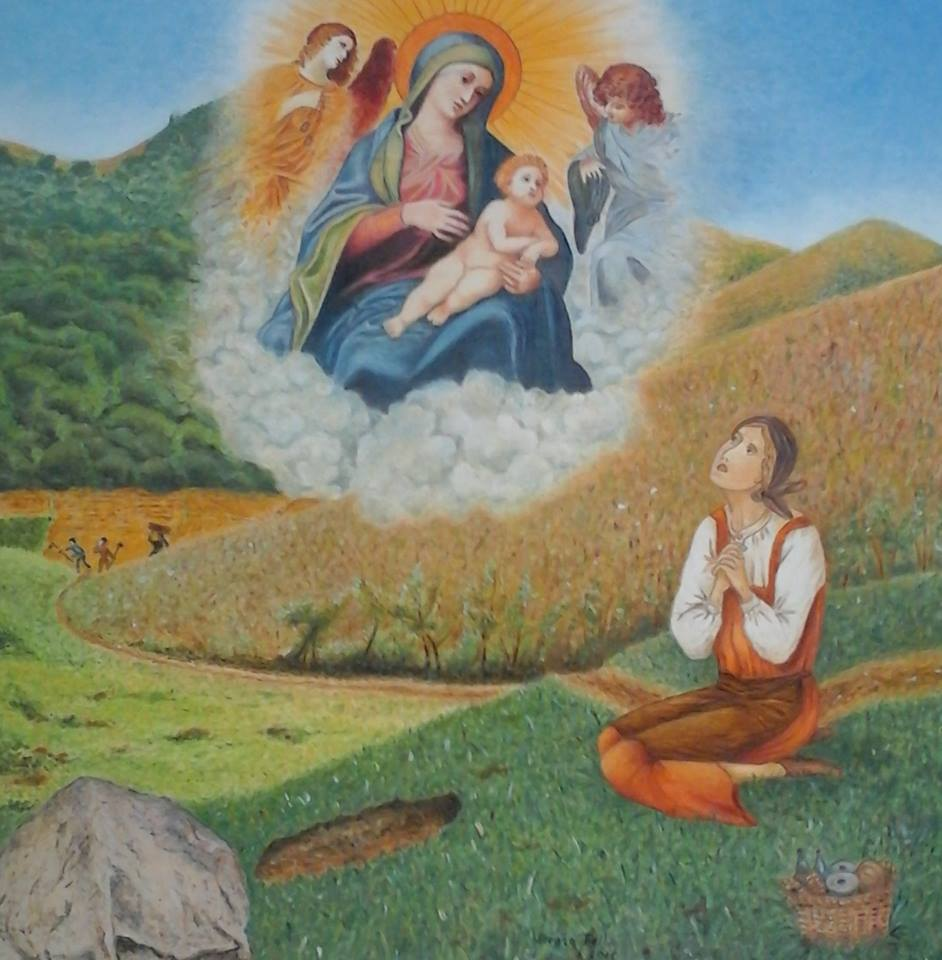
Apparizione del 16 luglio 1841

Il luogo è oggetto di una particolare devozione mariana, la piccola cappella ha acquistato il carattere sacro di santuario perché resta legata alla venerazione che i cattolici conferiscono alla Vergine Maria.  La cappellina in onore della Madonna del Carmine, edificata nel 1841 dai coniugi Simeone, unitamente alla piccola chiesa sorta in seguito a ridosso della prima costruzione, sono diventate care a tanti devoti. La Chiesa non si è mai espressa con un riconoscimento ufficiale in merito all'apparizione, tuttavia l'autorizzazione del culto presso la piccola cappella, le visite dei Vescovi, le Celebrazioni che vi si svolgono con la partecipazione di pellegrini e devoti, sembrerebbero indicare un riconoscimento di fatto.

## Festività e ricorrenze
- Lunedì dell'Angelo (Pasquetta) apertura del santuario dopo la pausa invernale

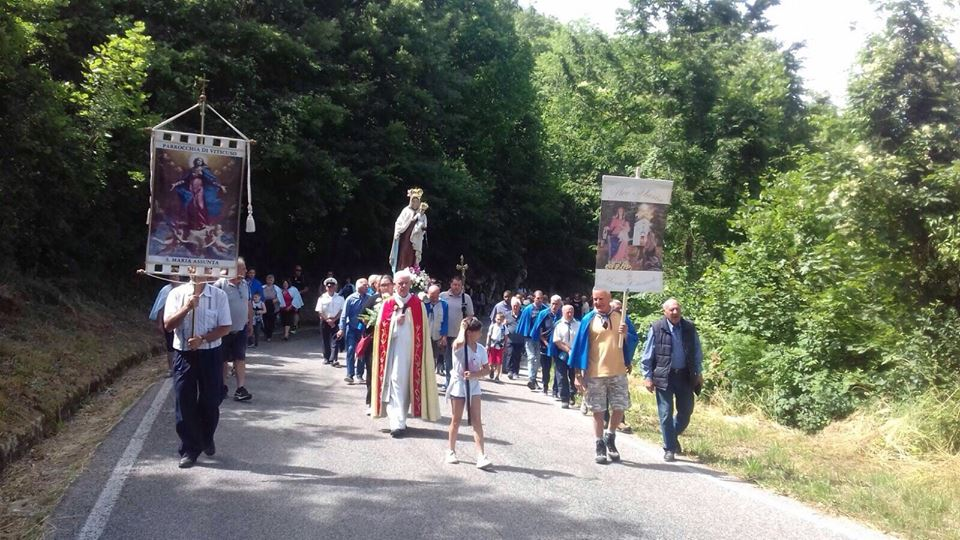
la "Salita della Madonna" il primo sabato di luglio

- la "Salita della Madonna" il primo sabato di luglioPrimo sabato di luglio: pellegrinaggio a piedi delle Comunità limitrofe al santuario per l’apertura del mese dedicato alla Madonna del Carmine. La statua della Madonna lascia la chiesa parrocchiale di Acquafondata, ivi custodita nel periodo invernale, ed è recata in processione al santuario.
- Dal 1 al 16 luglio: ogni pomeriggio al santuario celebrazione della santa Messa e della “sedicina” in preparazione alla festa.
- 16 luglio: (memoria liturgica di Nostra Signora del Monte Carmelo e anniversario dell’apparizione) santa Messa vespertina e processione fiaccolata che accompagna la statua della Madonna alla parrocchia di Acquafondata.
- Ultimo sabato di luglio: (ricordo della solenne incoronazione del 2014) processione dalla parrocchia di Acquafondata, la statua della Madonna torna al santuario e vi resta per tutto il mese di agosto.
- 28 agosto: pellegrinaggio di Acquafondata in occasione della vigilia della festa patronale della comunità; dal santuario una solenne processione accompagna la statua della Madonna nella chiesa parrocchiale ove resterà custodita sino al mese di luglio dell’anno successivo.

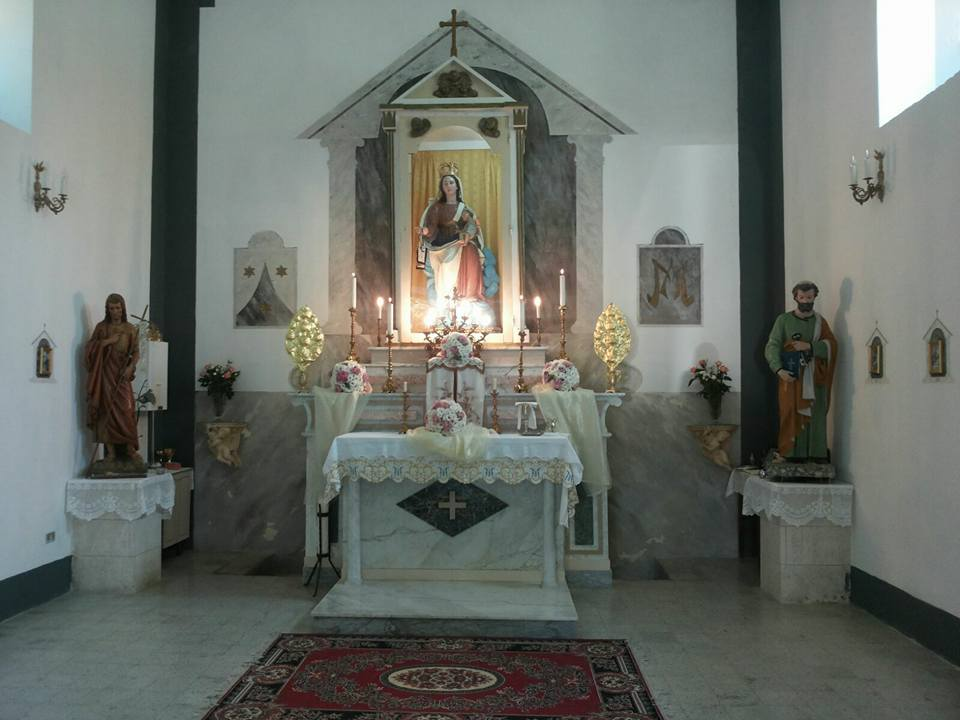
Interno

- Interno8 dicembre (Immacolata Concezione) Celebrazione conclusiva a chiusura del santuario per la pausa invernale.